# آوس
آوس (بالنرويجية: Ås)‏ بلدية في مقاطعة آكرشوس بالنرويج وتعد جزءا من منطقة فولو التاريخية. المقر الإداري للبلدية هو قرية آوس. تأسست البلدية سنة 1838.
آوس هي واحدة من أسرع البلديات نموا في آكرشوس مع تعداد سكاني يبلغ 16,396 نسمة خلال 2009 مع نمو بـ539 نسمة خلال 2008. آوس هي أكبر منطقة زراعية في مقاطعة آكرشوس، كما تقع فيها الجامعة النرويجية لعلوم الحياة ومتنزه الترفيه «توسونفريد».

## التسمية
سميت البلدية نسبة إلى مزرعة آوس (باللغة النوردية القديمة آس) لأن أول كنيسة بنيت هناك. كلمة آس (áss) تعني «التل» أو «النتوء الجبلي». قبل 1921 كان الاسم يهجأ بشكل مختلف: Aas.

## شعار النبالة
اعتمد شعار النبالة سنة 1982. ويصور ثلاثة أجحار ألماس مع خلفية حمراء. الأحجار ترمز للمواقع الأثرية العديدة الموجودة في البلدية. شكل الأحجار (معين) يرمز لشكل الفؤوس التي اكتشفت في تلك المنطقة، اللون الفضي يشبه لون حجر الصوان وهي المادة التي صنعت منها الفؤوس، أما عدد الأحجار (ثلاثة) فيرمز للأبشريات الثلاث الموجودة في البلدية: آوس، كرور ونوردبي.

## الاقتصاد
أهم نشاط في البلدية هو الزراعة، حيث أن 39 كيلومترا مربعا من أصل 101 كيلومترا مربعا من مساحة البلدية هو عبارة عن أرض مزروعة. الجزء المتبقي مغطى بالغابات. توفر البلدية الحبوب والخُضروات ومشتقات الحليب لكل مقاطعة آكرشوس.
محطة آوس للقطارات تعد جزءا من الخط 550 لخط السكك الحديدة للعاصمة أوسلو والمُسيَّر من طرف خطوط السكك الحديدية النرويجية. اثنان من أكبر الطرق السريع في النرويج، E6 وE18 يمران بالبلدية، وكل هذا يجعل التنقل للعاصمة أوسلو سهلا.

## المجموعات العرقية
عدد الأقليات (الجيل الأول والثاني) في آوس (2015):
| الموطن الأصلي | عدد السكان |
| ------------- | ---------- |
| بولندا        | 406        |
| السويد        | 215        |
| ليتوانيا      | 188        |
| ألمانيا       | 168        |
| إثيوبيا       | 164        |
| الدنمارك      | 139        |
| إيران         | 121        |
| باكستان       | 109        |

## اتفاقيات التوأمة
آوس لديها اتفاقيات توأمة مع كل من:
- ليونغبي، محافظة كرونوبري، السويد.
- بايميو، فنلندا الغربية، فنلندا.
- هولباك، إقليم شيلندا، الدنمارك.

## وصلات خارجية
- معلومات حول البلدية في موقع الإحصاءات النرويجي.